# The Journal of Asian Studies
The Journal of Asian Studies é o periódico principal da Association for Asian Studies, publicando estudos acadêmicos revisados por pares no campo dos estudos asiáticos. Com uma taxa de aceitação de aproximadamente 6%, mantém rigorosos padrões na avaliação e publicação de pesquisas acadêmicas. Cada edição do Journal of Asian Studies circula mais de 8.200 cópias, alcançando um público leitor que vai além da comunidade acadêmica.
O periódico foi estabelecido em 1941 como The Far Eastern Quarterly, mudando para seu título atual em setembro de 1956. Antes de 2023, o periódico era publicado pela Cambridge University Press. Publicado pela Duke University Press desde 2023, sob a orientação de seu conselho editorial, apresenta trabalhos empíricos e multidisciplinares sobre a Ásia, abrangendo as artes, história, literatura, ciências sociais e estudos culturais. Além de artigos de pesquisa, interesse atual e estado do campo, uma grande seção do periódico é dedicada a resenhas de livros.

## Editores-chefe
Os seguintes são ou foram editor-chefes do periódico:
- Cyrus Peake (1941- )
- Earl H. Pritchard
- Donald Shively (1956–1959)[6]
- Roger F. Hackett (1959–1962, Universidade de Michigan, Ann Arbor)[7]
- David D. Buck (1990–1994, Universidade de Wisconsin-Milwaukee)
- Anand A. Yang (1995–2000, Universidade de Utah)
- Ann Waltner (2001–2004, Universidade de Minnesota)
- Kenneth M. George (2005–2008, Universidade de Wisconsin-Madison)
- Jeffrey Wasserstrom (2008–2018, Universidade da Califórnia-Irvine)
- Vinayak Chaturvedi (2018–2021), Universidade da Califórnia-Irvine)
- Joseph Alter (2021–presente) Universidade de Pittsburgh[8]